# HD 133683
HD 133683 är en ensam stjärna belägen i den mellersta delen av stjärnbilden Södra triangeln. Den har en skenbar magnitud av ca 5,76 och är svagt synlig för blotta ögat där ljusföroreningar ej förekommer. Baserat på parallax enligt Gaia Data Release 2 på ca 0,9 mas, beräknas den befinna sig på ett avstånd på ca 3 600 ljusår (ca 1 090 parsek) från solen. Den rör sig närmare solen med en heliocentrisk radialhastighet på ca -15 km/s.

## Egenskaper
HD 133683 är en gul till vit superjättestjärna av spektralklass F5 Ib. Den har en massa som är ca 12 solmassor, en radie som är ca 79 solradier och har ca 5 400 gånger solens utstrålning av energi från dess fotosfär vid en effektiv temperatur av ca 5 600 K.